# Aktashite
L'aktashite è un minerale.